# Commanderie d'Auvignac
La commanderie Saint-Jean d'Auvignac est une commanderie hospitalière d'origine templière, située à Barbezieux-Saint-Hilaire, en Charente, au sud-ouest d'Angoulême. Il n'en reste actuellement plus aucun vestige.

## Historique
Dès la fin du XIIe siècle ou au début du XIIIe siècle, les Templiers possédaient à Auvignac un moulin, mentionné dans le cartulaire de Barbezieux. La construction d'une maison ou d'une chapelle n'est pas encore attestée. Auvignac dépendait peut-être de la commanderie de Viville, située à trois kilomètres.
Le Vignac, avec son église Saint-Jean d'Auvignac, était une des 25 paroisses de la châtellenie de Barbezieux,,. Selon d'autres, la commanderie aurait succédé à la paroisse, supprimée au milieu du XIIe siècle, et les Templiers y auraient alors implanté une maison, reprenant aussi l'église.
Lors de l'enquête pontificale de 1373, Auvignac, qui était passée aux Hospitaliers de Saint-Jean lors de la dissolution de l'ordre du Temple au concile de Vienne, était un membre de la commanderie du Deffend, au Tâtre.
Auvignac a eu à souffrir de la guerre de Cent Ans et ses deux moulins à eau furent détruits.
Au XVe siècle, Auvignac fut rattaché avec le Deffend et les trois autres membres de cette dernière (commanderie de Viville, Guizengeard et la Lande) à la commanderie des Épeaux.
Une visite de 1673 mentionne que la chapelle était en mauvais état et que sa cloche avait disparu. La messe était alors faite par le curé de Viville.
Sous l'Ancien Régime, ce sont les officiers de la maison du Tâtre qui exerçaient les droits de haute, moyenne et basse justice, possédés par l'ordre de Malte à Auvignac.
Dans la première partie du XVIIIe siècle, la chapelle Saint-Jean est desservie tour à tour par le curé de Lagarde, celui de la Magdeleine, voire par un Cordelier de Barbezieux. En 1718, le prieur d'Aquitaine payait encore 100 livres par an au curé de Lagarde pour sa desserte et elle dépendait encore en 1789 de la commanderie des Épeaux.
À la Révolution, la chapelle et les biens de la commanderie ont été vendus comme biens nationaux.

## Description
La carte de Cassini du XVIIIe siècle indique cette commanderie au Vignac, dans le nord de la commune de Barbezieux. Charles Daras s'appuyant sur le cartulaire de Barbezieux la mentionne sur la paroisse de Saint-Hilaire, actuellement commune associée, et Robert Favreau la localise plus précisément à Loubignac,.
Il ne reste en tout cas aucun vestige, mais on pouvait encore trouver dans les années 1980 quelques pierres et le bénitier de la chapelle probablement détruite à la Révolution, aux alentours de la ferme actuelle du Vignac.